# Camboño
Camboño (llamada oficialmente San Xoán de Camboño) es una parroquia y una aldea española del municipio de Lousame, en la provincia de La Coruña, Galicia. La aldea también es conocida con el nombre de A Eirexa y  está situada a 9 km de la capital municipal a 168 metros sobre el nivel del mar.

## Topónimo
Camboño es un topónimo de origen prerromano. La raíz Camb- o Kamb- es de origen indoeuropea y en toponimia se asocia a la idea de la forma curva en la orografía o en ciertos tipos de construcciones. La terminación -oño (<-onio) es muy común en la toponimia gallega de origen prerromano (Artoño, Baroña, Piloño, Ledoño, Ortoño o Carantoña, en el propio municipio). El topónimo Eirexa hace referencia a la iglesia parroquial que se encuentra en el lugar.
Dentro de la propia aldea de podemos encontrar topónimos como O Muíño do Cruceiro, O Agro do Souto, A Abelleira, Os San Migueles, Os Sistos, A Viña, A Cova da Bouza y O Cemiterio. 

## Historia
Antiguamente el templo parroquial estaba dedicado a San Miguel y figura en textos medievales como eclesia sancti Michaelis de Cambonio.

## Geografía
En la parte baja del valle que forma el río Hornada, se encuentran las aldeas más accesibles: Chouza y Crons. Las vías de entrada a Camboño parten todas desde la AC-550 desde Argalo. 

## Límites
Limita al noroeste con Puerto del Son, al noreste con Noya, al sur con Boiro y con la parroquia de Tállara al este. 

## Entidades de población
Entidades de población que forman parte de la parroquia:
- Arxellas
- Camboño (A Eirexa)
- O Corral de Abaixo
- O Corral de Arriba
- Crons
- Chousa
- Millaradelo
- Monteselo
- Naval (Nabal)
- Soutelo

## Demografía

### Parroquia
| Gráfica de evolución demográfica de Camboño (parroquia) entre 2000 y 2019 |
|                                                                           |
| Datos según el nomenclátor publicado por el INE.                          |

### Lugar
| Gráfica de evolución demográfica de Camboño (lugar) entre 2000 y 2019 |
|                                                                       |
| Datos según el nomenclátor publicado por el INE.                      |

## Monumentos
La iglesia parroquial se encuentra en la aldea de A Igrexa y en la aldea de Naval está la ermita de Santa María da Gorgosa.